# NPa Matinhos (P-74)
| NPa Matinhos (P-74)  |                                                        |
| Marinha do Brasil    |                                                        |
| Estaleiro            | Estaleiro Ilha (EISA)                                  |
| Lançamento           |                                                        |
| Incorporação         |                                                        |
| Situação             | em construção                                          |
| Deslocamento         | 500 ton                                                |
| Comprimento          | 55,6 m                                                 |
| Calado               | 2,5 m                                                  |
| Boca                 | 8,0 m                                                  |
| Sistema de propulsão | 2 MCP MTU 16V 4000 M90                                 |
| Geração de energia   | 3 grupos diesel-geradores MTU                          |
| Velocidade           | 21 nós (máxima)                                        |
| Raio de ação         | 2.500 milhas, a 15 nós                                 |
| Armamento            | 1 Canhão 40 mm L70 (AOS) 2 Metralhadoras 20 mm GAM-B01 |
| Número de aeronaves  | capacidade de operar com aeronaves                     |
| Tripulação           | 35 (5 oficiais e 30 praças)                            |
| Classe               | Macaé                                                  |
|                      |                                                        |

O NPa Matinhos (P-74) é um navio-patrulha da Marinha do Brasil da Classe Macaé.
O barco está sendo construído pelo Estaleiro Ilha (EISA). Esta embarcação faz parte da encomenda de 27 navios-patrulha de 500 toneladas a serem incorporados na Marinha brasileira.